# Vastse-Kuuste
Vastse-Kuuste (em estoniano:  Vastse-Kuuste vald) é um município rural estoniano localizado na região de Põlvamaa.